# Resolução 171 do Conselho de Segurança das Nações Unidas
Resolução 171 do Conselho de Segurança das Nações Unidas, foi aprovada em 9 de abril de 1962, após um relatório do Chefe de Gabinete da Organização de Supervisão de Trégua das Nações Unidas na Palestina sobre as atividades militares na área do Mar da Galileia, junto com declarações de representantes sírios e israelenses, o Conselho condenou ambas as partes por suas ações e determinou que Israel tinha violado em flagrante as resoluções das Nações Unidas.
O Conselho então determinou para as ambas as partes em cumprirem suas obrigações sob as resoluções das Nações Unidas, a Carta das Nações Unidas e do Acordo Geral de Armistício, e de cooperar com o Chefe de Gabinete. O Conselho também aprovou a recomendação do Chefe de Gabinete para o fortalecimento da Organização de Supervisão de Trégua.
Foi aprovada com 10 votos, e uma abstenção da França.